# イゴール・ビシュチャン
イゴール・ビシュチャン（Igor Bišćan, 1978年5月4日 - ）は、ユーゴスラビア（現クロアチア）・ザグレブ出身の元サッカー選手。クロアチア代表。ポジションは守備的ミッドフィルダー及びセンターバック。

## 選手経歴

### クラブ

#### 初期
ビシュチャンは、地元のNKディナモ・ザグレブの下部組織を経て同チームのトップチームでデビューを飾って以降、UEFAチャンピオンズリーグやUEFAカップなどの舞台で活躍を見せた。特に1998-99, 1990-2000はリーグ戦を2連覇し、チャンピオンズリーグでもチャンピオンズリーグ本選に2度進出（1998-99, グループA、1999-2000, グループD）とクラブの黄金期に中心選手として貢献。その活躍から国外の複数クラブから注目を集めていった。

#### リヴァプール
ユヴェントスFC、FCバルセロナ、アヤックス・アムステルダム、ACミランと欧州各国のクラブが関心を寄せたが、最終的に2000年12月8日に移籍金550万ポンドでジェラール・ウリエ監督率いるイングランド1部のリヴァプールFCと契約。イプスウィッチ・タウンFC戦（0-1敗北）で71分にクリスティアン・ツィーゲと交代で初出場を飾り、1週間後のマンチェスター・ユナイテッドFC戦（1-0勝利）では、オールド・トラッフォードで3290分に渡り無敗という強さをもつ相手に、ビシュチャンは90分フル出場し勝利に貢献した。リヴァプールでの1季目は、途中加入してから程なくして守備的MFとしてディトマー・ハマンに代わり数試合先発出場を果たすというスタートを切り、最終的にハマンからポジションを奪取することは出来なかったものの公式戦で21試合（先発15、途中6）に出場した。また、2001年1月14日にフットボールリーグカップのクリスタル・パレスFC戦（5-0勝利）で移籍後初得点を挙げた。同シーズンのクラブはUEFAカップ2000-01を制したが、ディナモ・ザグレブ在籍時に同大会に出場していたため、リヴァプールでの出場が禁止されていた。
ビシュチャンは元々セントラル・ミッドフィルダーとして加入したが、ウリエ監督の下ではセンターバックとしての起用が増えていき、時にはサイドハーフやサイドバックのポジションを任されるようになっていく。定期的な出場機会を得ていた1季目とは異なり、構想外となった2季目からは2シーズンでリーグ戦の出場が僅か23試合にとどまり、また、数試合に先発起用されるだけで途中出場としての出番もなく、ベンチで合計37試合過ごした。2003-04シーズンになると、センターバックを務めるステファヌ・アンショズとジェイミー・キャラガーの負傷の影響から先発の座を掴み、公式戦出場39試合中で30試合に先発フル出場を果たした。しかし、シーズン終盤戦にUEFAカップ2003-04のオリンピック・マルセイユとの第2戦で32分にスティーヴ・マルレに対する行為から退場処分となり、10人で戦うことを余儀なくされたクラブはビシュチャンが与えたPKを含め2失点し敗退が決定。その後、地位を取り戻すのに苦労することとなった。
2004-05シーズンは、中央中盤に戻りUEFAチャンピオンズリーグ 2004-05でバイエル・レバークーゼン戦、ユヴェントス戦、チェルシーFC戦と特筆すべき活躍で決勝進出において不可欠な役割を演じた。決勝のACミラン戦での出番は訪れなかったものの、優勝カップを掲げた。同シーズンでは公式戦35試合2得点（フラムFC戦とボルトン・ワンダラーズFC戦）を記録し、2005年5月15日のアストン・ヴィラFC戦がリヴァプールでの最後の試合となった。ビシュチャンは、全体的に見れば期待に応えることは出来なかったが、最後のシーズンでの活躍によりファンの記憶に刻まれた。
また、GOAL!にリヴァプールの選手としてカメオ出演した際、最終戦のニューカッスル・ユナイテッドFC戦に出場し頭で得点を挙げている。

#### パナシナイコス
2005年6月15日、リヴァプールとの契約満了に伴い自由移籍でギリシャ1部のパナシナイコスFCと契約。在籍2季で36試合3得点を記録。ファンとクラブ首脳陣の両方を納得させることが出来ず、シーズン終了後に契約延長されなかったため、2007年6月1日に契約満了に伴い退団が決定した

#### ディナモ・ザグレブ復帰
自身が提示する高年俸のために、半年間無所属だった。その後、古巣ディナモ・ザグレブのディレクターであるズドラフコ・マミッチ（Zdravko Mamić）との数ヶ月の交渉の末、2007年12月3日に3年契約を締結。ビシュチャンはパフォーマンスの出来からファンの支持をあまい集めていなかったが、ルカ・モドリッチがトッテナム・ホットスパーFCへ移籍後に主将に就任。また、ディナモに復帰してから国内リーグ戦と国内カップ戦でそれぞれ2連覇を達成し、UEFAヨーロッパリーグのグループステージで2季連続出場した。2011年8月31日に契約を2年延長したが、2012年4月に退団した。

### 代表
1999年6月5日にスコピエで行われたUEFA EURO 2000予選のマケドニア戦でクロアチア代表初出場、同月16日のメキシコ戦で初得点を記録。2001年9月のスコットランド戦が最後の試合となり、代表通算で15試合1得点を記録。また、イエローカードを3度提示された。
代表引退を正式に表明したわけではないが、2003年に合宿を去って以降クロアチアサッカー連盟から招集されていない。

## 指導者経歴
現役引退後の2016年、国内2部リーグにあたるドルガHNLに所属していたNKルデシュの監督に抜擢されて指導者キャリアをスタートさせた。
2018年10月9日、HNKリエカの監督に就任した。リエカでは2018-19シーズンのクロアチア・カップにて決勝でNKディナモ・ザグレブを3-1で下して2016-17シーズン以来のカップ戦優勝をクラブにもたらしたが、2019年9月22日に解任された。
2019年9月からはU-21クロアチア代表監督に就任。初のメジャー大会となったUEFA U-21欧州選手権2021ではグループリーグこそ突破したが、ベスト8でU-21スペイン代表に1-2で敗れた。
2023年4月6日、解任されたアンテ・チャチッチの後任として現役時代の古巣NKディナモ・ザグレブの監督に就任した。2023年8月21日、UEFAチャンピオンズリーグの予選3回戦でAEKアテネFCに敗戦後、解任が発表された。
2023年10月18日、アル・シャバブ・リヤドの監督に就任した。

## タイトル

### クラブ
NKディナモ・ザグレブ
- プルヴァHNL : 1997-98, 1998-99, 1999-2000, 2007-08, 2008-09, 2009-10, 2010-11, 2011-12
- フルヴァツキ・ノゴメトニ・クプ : 2007-08, 2008-09, 2010-11, 2011-12
- フルヴァツキ・ノゴメトニ・スーペルクプ : 2010

リヴァプールFC
- フットボールリーグカップ : 2000-01, 2002-03
- FAコミュニティ・シールド : 2001
- UEFAスーパーカップ : 2001
- UEFAチャンピオンズリーグ : 2004-05

### 監督
NKルデシュ
- ドルガHNL : 1回 (2016-17)

NKオリンピア・リュブリャナ
- 1.SNL : 1回 (2017-18)
- スロベニア・カップ : 1回 (2017-18)

HNKリエカ
- クロアチア・カップ : 1回 (2018-19)